# 南大東島地方気象台
南大東島地方気象台（みなみだいとうじまちほうきしょうだい）は、沖縄県島尻郡南大東村字在所306番地にある地方気象台。大東島地方（大東諸島）を管轄する。沖縄気象台の管轄下にあり、地上気象観測、地域気象観測（アメダス）、生物季節観測からなる気象観測業務、予報業務、地震・津波業務、防災・広報業務を行っている。

## 業務
大東諸島及び周辺海域を通過した後に、日本列島方面に針路をとる台風及び熱帯低気圧が多いため、業務上、台風や熱帯低気圧の発生・発達等の監視や調査が重要な役割を果たしている。
生物季節観測では、日本各地の気象台で行われているものの他に、ヒカンザクラの開花と満開、デイゴやリュウキュウコスミレ、テッポウユリの開花といった、大東地方に特徴的な生物の観測を行っている。
ラジオゾンデによる高層気象観測も行われている。

## 沿革
- 1917年（大正6年） - 民間製糖会社による気象観測が開始。
- 1942年（昭和17年）2月1日 - 中央気象台南大東島観測所、創立。(文部省所管)
- 1950年（昭和25年）1月1日 - 琉球政府に移管、南大東島測候所となる。(琉球気象局所管)
- 1951年（昭和26年）8月13日 - 琉球気象庁所管となる。
- 1951年（昭和26年）11月12日 - 琉球気象台所管となる。
- 1965年（昭和40年）8月1日 - 南大東島気象台となる。
- 1972年（昭和47年）5月15日 - 日本に復帰、南大東島地方気象台となる（運輸省所管）。

## 観測所

### アメダス
凡例
　〇は観測項目
| 観測所名             | 所在地                | 観測要素 | 観測要素 | 観測要素 | 観測要素 | 観測要素 | 備考                                       |
| 観測所名             | 所在地                | 降 水 量 | 気 温    | 風       | 日 照    | 気 圧    | 備考                                       |
| -------------------- | --------------------- | -------- | -------- | -------- | -------- | -------- | ------------------------------------------ |
| 南大東島地方気象台   | 南大東村字下里在所306 | 〇       | 〇       | 〇       | 〇       | 〇       |                                            |
| 旧東地域気象観測所   | 南大東村字旧東        | 〇       | ○        | ○        |          |          | 南大東航空気象観測所（南大東空港内に設置） |
| 北大東地域気象観測所 | 北大東村字南          | 〇       | 〇       | 〇       |          |          | 北大東航空気象観測所（北大東空港内に設置） |

### 震度
- 南大東村池之沢、南大東村在所、北大東島黄金山

### 地震
- 南大東島池之沢（南大東島地方気象台）、北大東島

### 潮位・津波（検潮所）
- 南大東